# Lotniskowce typu Audacious
Lotniskowce typu Audacious lub Eagle - typ brytyjskich dużych lotniskowców, zaprojektowany podczas II wojny światowej. Z czterech planowanych okrętów, do służby weszły ostatecznie tylko dwa ("Eagle" i "Ark Royal"), w latach 50. XX wieku, ze zmianami w stosunku do projektu. Po licznych modernizacjach, zmieniających ich charakterystyki i różnicujących oba okręty od siebie, służyły do końca lat 70.

## Historia
Projekt lotniskowców typu Audacious powstał podczas II wojny światowej, jako dalsze rozwinięcie linii dużych lotniskowców (klasyfikowanych jako lotniskowce floty) budowanych dla brytyjskiej Royal Navy. Oprócz lotniskowców floty, równolegle projektowano lekkie lotniskowce typu Colossus. Typ Audacious stanowił powiększone rozwinięcie lotniskowców floty typu Implacable i, podobnie jak one, odznaczał się opancerzonym pokładem i dwupoziomowym hangarem dla samolotów. Oprócz powiększenia rozmiarów, co wiązało się ze zwiększeniem liczby samolotów i ich dopuszczalnej masy, ulepszono ochronę przeciwtorpedową. Wzrósł też zasięg okrętów.
W latach 1942–1943 zamówiono budowę czterech okrętów tego typu: HMS "Audacious", "Eagle", "Africa" i "Ark Royal". Stępkę pod budowę pierwszego z ich "Audacious" położono w 1942, kolejnego "Ark Royal" w 1943, a "Eagle" w 1944. Prace szły powoli z uwagi na trudności wojenne, a następnie z uwagi na zakończenie wojny i zmniejszenie potrzeb marynarki. Zamówienie na ostatni lotniskowiec "Africa" przeniesiono na lotniskowiec nowego, większego typu Malta, lecz ostatecznie budowy żadnego z okrętów typu Malta nie rozpoczęto i anulowano je po zakończeniu wojny. Z uwagi na zakończenie wojny, anulowano także budowę najmniej zaawansowanego "Eagle", którego nazwę nadano następnie w styczniu 1946 głównemu okrętowi "Audacious" (stąd typ ten bywa określany także jako Eagle). Budowę "Ark Royal" zawieszono. 
Ostatecznie, w 1946 wodowano "Eagle" (dawny "Audacious") i po kolejnych pięciu latach ukończono. Po wejściu do służby w 1951 "Eagle" nie różnił się zasadniczo od projektu, mając prostokątny pokład lotniczy. Był jednak następnie szereg razy przebudowywany i w 1955 otrzymał skośny pokład do lądowania, częściowo wystający poza lewą burtę, którego oś wytyczona była pod kątem 5,5° do osi kadłuba. 
Podjęto ostatecznie decyzję o ukończeniu budowy także "Ark Royal", według zmodyfikowanego projektu. Został on wodowany w 1950, a wszedł do służby dopiero w 1955 (12 lat po rozpoczęciu budowy), już ze skośnym pokładem.
| Nazwa                 | Położenie stępki, stocznia                  | Data wodowania | Wejście do służby | Los              |
| --------------------- | ------------------------------------------- | -------------- | ----------------- | ---------------- |
| Eagle (ex. Audacious) | 24. 10. 1942, Harland and Wolff, Belfast    | 19. 03. 1946   | 01. 10. 1951      | złomowany 1978   |
| Ark Royal             | 03. 05. 1943, Cammell Laird, Birkenhead     | 03. 05. 1950   | 25. 02. 1955      | złomowany 1980   |
| Eagle                 | 19. 04. 1944, Vickers-Armstrongs, Newcastle | -              | -                 | anulowany w 1946 |

## Konstrukcja i modernizacje
Początkowo projekt był typowy dla lotniskowców okresu II wojny światowej, mając prostokątny pokład lotniczy i silne uzbrojenie artyleryjskie w postaci 16 dział uniwersalnych kalibru 114 mm w ośmiu wieżach dwudziałowych i licznych działek przeciwlotniczych 40 mm. Wieże dział były zgrupowane po dwie na burtowych sponsonach, poniżej poziomu pokładu lotniczego, na dziobie i rufie. Działka 40 mm początkowo miały stanowić 64 2-funtowe "pom-pomy", lecz na skutek doświadczeń wojennych zamieniono je w projekcie na znacznie skuteczniejsze armaty Bofors 40 mm, w 8 stanowiskach sześciolufowych, 2 dwulufowych i 12 pojedynczych. Uzupełniały je lekkie pojedyncze działka 20 mm Oerlikon. Początkowo okręty weszły do służby z uzbrojeniem zbliżonym do projektowego (z nieco mniejszą liczbą działek), lecz w toku kolejnych modernizacji usuwano z nich stopniowo uzbrojenie artyleryjskie (na "Ark Royal" - w całości).
Pokład lotniczy początkowo miał długość 242 m (na prawie całej długości okrętów) i szerokość koło nadbudówki 31,2 m, znajdował się na wysokości 16,8 m nad wodą przy pełnym zanurzeniu. Okręty posiadały dwa hangary dla samolotów: górny o wymiarach (długość / szerokość / wysokość) 124,66 x 20,4 x 5,33 m i dolny o wymiarach 52,4 x 16,4 x 5,33 m (łączna powierzchnia 52 100 stóp kw. - znacznie większa, niż na poprzednikach). Hangary były połączone z pokładem lotniczym dwoma podnośnikami samolotów, umieszczonymi centralnie w osi kadłuba na rufie i przed śródokręciem, o wymiarach 16,46 x 13,41 m i udźwigu 13,6 t. Po ukończeniu okrętów oraz w toku modernizacji pokład lotniczy był powiększany - poszerzany w formie sponsonu wystającego w lewo, w celu urządzenia skośnego pokładu do lądowania.
Według projektu, pokład lotniczy miał opancerzenie grubości 102 mm (4 cale) na warstwie stali 25 mm, ponadto dolny pokład hangarowy miał opancerzenie grubości 38-63,5 mm (1,5-2,5 cala). Magazyny środków bojowych i maszyna sterowa miały opancerzenie pionowe 51-114 mm oraz poziome 102 mm. Ochrona przeciwtorpedowa miała w założeniu wytrzymać wybuch głowicy o masie 544 kg (1200 funtów).
Wąska, wyspowa nadbudówka okrętów, umieszczona była klasycznie dla lotniskowców - na pokładzie lotniczym po prawej stronie na śródokręciu. Miała kształt zbliżony do wcześniejszych brytyjskich lotniskowców i połączona była z pojedynczym szerokim kominem.